# Lijst van koningen van Macedonië
Macedonië of Makedonië was een koninkrijk op de Balkan, dat zich uitstrekte over het gebied waar tegenwoordig Macedonië in het noorden van Griekenland, Zuidwest-Bulgarije en het hedendaagse land Noord-Macedonië liggen en werd bewoond door de oud-Macedoniërs. Het Macedonië in de oudheid grensde aan het oude Griekenland in de archaïsche en de klassieke periode en werd een van de toonaangevende landen binnen het oude Griekenland in de tijd van het hellenisme.
De roemrijkste periode van Macedonië begon in de 4e eeuw v.Chr., toen koning Philippos II van Macedonië de Griekse stadstaten overwon. De bekendste van de koningen van Macedonië was Alexander de Grote, die veldtochten naar het Perzische Rijk voerde en het veroverde.
Alle jaartallen zijn van voor de christelijke jaartelling.

## Argeaden
De Argeaden waren het eerste koningshuis in Macedonië in de archaïsche en klassieke periode.
- 808-778 Caranus
- 778-...... Coenus
- ......-700 Tyrimmas
- 700-678 Perdiccas I
- 678-640 Argaeus I
- 640-602 Philippus I
- 602-576 Aëropus I
- 576-547 Alcetas I
- 547-498 Amyntas I
- 498-454 Alexander I
- 454-413 Perdiccas II
- 413-399 Archelaüs I
- 399-399 Craterus

- 399-397 Orestes
- 397-396 Aeropus II
- 396-393 Archelaus II
- 393-393 Amyntas II
- 393-393 Pausanias
- 393-393 Amyntas III
- 393-392 Argaeus II
- 392-370 Amyntas III
- 370-368 Alexander II
- 368-365 Ptolemaeus I
- 365-359 Perdiccas III
- 359-359 Amyntas IV
- 359-336 Philippus II

### Macedonische Rijk
Alexander de Grote organiseerde veldtochten naar het Perzische Rijk en heeft dat veroverd. Het Macedonische Rijk kwam daar uit voort. Alexander en zijn opvolgers noemden zich Koning van Azië.
- 336-323 Alexander de Grote
  - 334-319 Antipater, stadhouder van Macedonië
- 323-317 Philippus III, titulair
- 323-310 Alexander IV, titulair
  - 323-321 Perdikkas, regent van Macedonië
  - 321-319 Antipater, regent van Macedonië
  - 319-317 Polyperchon, regent van Macedonië
  - 317-306 Kassander, regent van Macedonië

## Antipatriden
De Antipatriden waren het volgende koningshuis.
- 306-297 Kassander
- 297-296 Philippos IV
- 296-294 Alexander V
- 296-294 Antipater II

## Wisselende koningshuizen
- 294-288 Demetrios I Poliorketes, lid van de Antigoniden, eerder Koning van Azië
- 288-285 Lysimachus, oostelijk Macedonië, geen dynastie
- 288-285 Pyrrhus van Epirus, westelijk Macedonië, lid van de Aiakiden
- 285-281 Lysimachus, geen dynastie
- 281-279 Ptolemaeus Keraunos, lid van de Ptolemaeën
- 279-279 Meleager, lid van de Ptolemaeën
- 279-279 Antipater II, lid van de Antipatriden, opnieuw
- 279-277 Sosthenes, legerleider, lid van de Antipatriden

## Antigoniden
Het koningshuis van de Antigoniden werd door Antigonos I Monophthalmos gesticht, een generaal en een van de diadochen van Alexander de Grote.
- 277-274 Antigonos II Gonatas
- 274-272 Pyrrhus van Epirus, opnieuw
- 272-239 Antigonos II Gonatas, opnieuw
- 239-229 Demetrius II Aetolicus
- 229-221 Antigonus III Doson
- 221-179 Philippus V
- 179-168 Perseus

Nadat Perseus bij de Slag bij Pydna in 168 v.Chr. was verslagen werd Macedonië in vier republieken verdeeld, die door de Romeinen werden geregeerd. Een zekere Andriscus beweerde in 150 v.Chr. de zoon van Perseus te zijn en eiste de troon van Macedonië op als Philippus VI. Dit leidde tot de Vierde Macedonische Oorlog, waarin Andriscus door de Romeinen werd verslagen. Macedonië werd daarna in 148 v.Chr. door Rome geannexeerd.